# Scenopinus galapagosensis
Scenopinus galapagosensis är en tvåvingeart som beskrevs av Kelsey 1970. Scenopinus galapagosensis ingår i släktet Scenopinus och familjen fönsterflugor.
Artens utbredningsområde är Galápagosöarna. Inga underarter finns listade i Catalogue of Life.